# André, mon meilleur copain
Pour plus de détails, voir Fiche technique et Distribution.
André, mon meilleur copain (ou Andre) est un film américain de George Miller sorti en 1994.

## Synopsis
En 1962, dans un petit village de pêcheur dans le Maine, Toni est une petite fille qui vit entourée de ses amis les animaux, avec son grand frère Steve et sa grande sœur Paula. Un jour, son père Harry Whitney, un officier de port, lui amène un bébé otarie orphelin, dont la mère a été tuée par les pêcheurs de la réserve. Baptisé André, l'otarie devient le meilleur ami de Toni, qu'elle soigne et qu'elle élève avec amour. Très doué, André apprend à faire des numéros, et devient une véritable star locale. 

## Fiche technique
- Titre original : Andre
- Titre français : André, mon meilleur copain
- Réalisateur : George Miller
- Scénario : Dana Baratta
- Musique : Bruce Rowland, Thanks to You interprétée par Tyler Collins (générique de fin)
- Directeur de la photographie : Thomas Burstyn
- Montage : Patrick Kennedy et Harry Hitner
- Producteur : Annette Handley et Adam Shapiro
- Sociétés de production : Paramount Pictures, Kushner-Locke Productions
- Pays : États-Unis
- Langue originale : Anglais
- Genre : Film d'aventure, comédie familiale
- Durée : 94 minutes
- Dates de sorties :
  - États-Unis : 17 août 1994
  - France : 21 juin 1995

## Distribution
- Keith Carradine (VQ : Jean-Luc Montminy) : Harry Whitney
- Chelsea Field (VQ : Élise Bertrand) : Thalice Whitney
- Tina Majorino (VQ : Sabrina Germain) : Toni Whitney
- Joshua Jackson (VQ : Inti Chauveau) : Mark Baker
- Shane Meier (VQ : Olivier Visentin) : Steve Whitney
- Aidan Pendleton : Paula Whitney
- Keith Szarabajka (VQ : Benoît Rousseau) : Billy Baker
- Shirley Broderick (VQ : Béatrice Picard) : Madame McCann
- Andrea Libman : Mary May
- Jay Brazeau (VQ : Patrick Peuvion) : Griff
- Bill Dow (VQ : François L'Écuyer) : Ellwyn
- Joy Coghill : Betsy
- Gregory Smith : Bobby
- Duncan Fraser : Jack Adams

Version québécoise (VQ) sur Doublage Québec

## Autour du film
Le film est inspiré d'une histoire vraie qui s'est déroulée dans les années 1960 dans le Maine.